# Manfred Schäfer (Politiker)
Manfred Schäfer (* 17. August 1921 in Landsweiler-Reden; † 13. Februar 1999 in Saarbrücken) war ein deutscher Politiker (CDU).

## Leben und Beruf
Schäfer war im Zweiten Weltkrieg Offizier der Luftwaffe, und danach bis 1946 in amerikanischer Kriegsgefangenschaft.
Schäfer studierte Wirtschaftswissenschaften und promovierte zum Dr. rer. oec. Von 1968 bis 1970 war er Mitglied des Sachverständigenrates zur Begutachtung der gesamtwirtschaftlichen Entwicklung („Wirtschaftsweise“). Von 1973 bis 1984 war er Vorsitzender des Vorstands der Landesbank Saar Girozentrale.

## Abgeordneter
Schäfer war von 1955 bis 1960 Landtagsabgeordneter im Saarland. Er gehörte dem Deutschen Bundestag vom 4. Januar 1957, als Abgeordnete des Saarlandes in den Bundestag entsandt wurden, bis zum Ende der zweiten Wahlperiode an.

## Öffentliche Ämter
Vom 4. Juni 1957 an war Schäfer im Kabinett von Egon Reinert Minister für Finanzen und Forsten des Saarlandes. Am 26. Februar 1959 übernahm er zusätzlich auch das Wirtschaftsressort. Er behielt diese Ämter zunächst auch nach Reinerts Tod unter dessen Nachfolger Franz-Josef Röder, schied jedoch am 9. Februar 1960 aus dem Kabinett aus. Nachdem die CDU die absolute Mehrheit bei der Landtagswahl 1970 errungen hatte, wurde Schäfer am 13. Juli 1970 erneut zum Wirtschaftsminister des Saarlandes berufen.

## Ehrungen
- Schäfer war Ehrensenator der Universität des Saarlandes in Saarbrücken.
- 1972: Verdienstkreuz 1. Klasse der Bundesrepublik Deutschland
- 1977: Großes Verdienstkreuz der Bundesrepublik Deutschland
- 1980: Saarländischer Verdienstorden[2]